# 余渐富
余渐富（1956年—），安徽安庆人，汉族，中华人民共和国政治人物，第十届、第十一届、第十二届全国政协委员、安徽南翔集团主席、安徽首富 。

## 生平
加入中国民主建国会，担任全国工商联常委、安徽省工商联副主席、安徽光彩事业促进会副会长。2008年，当选第十一届全国政协委员，代表中华全国工商业联合会，分入第二十二组。